# Metoposkopia

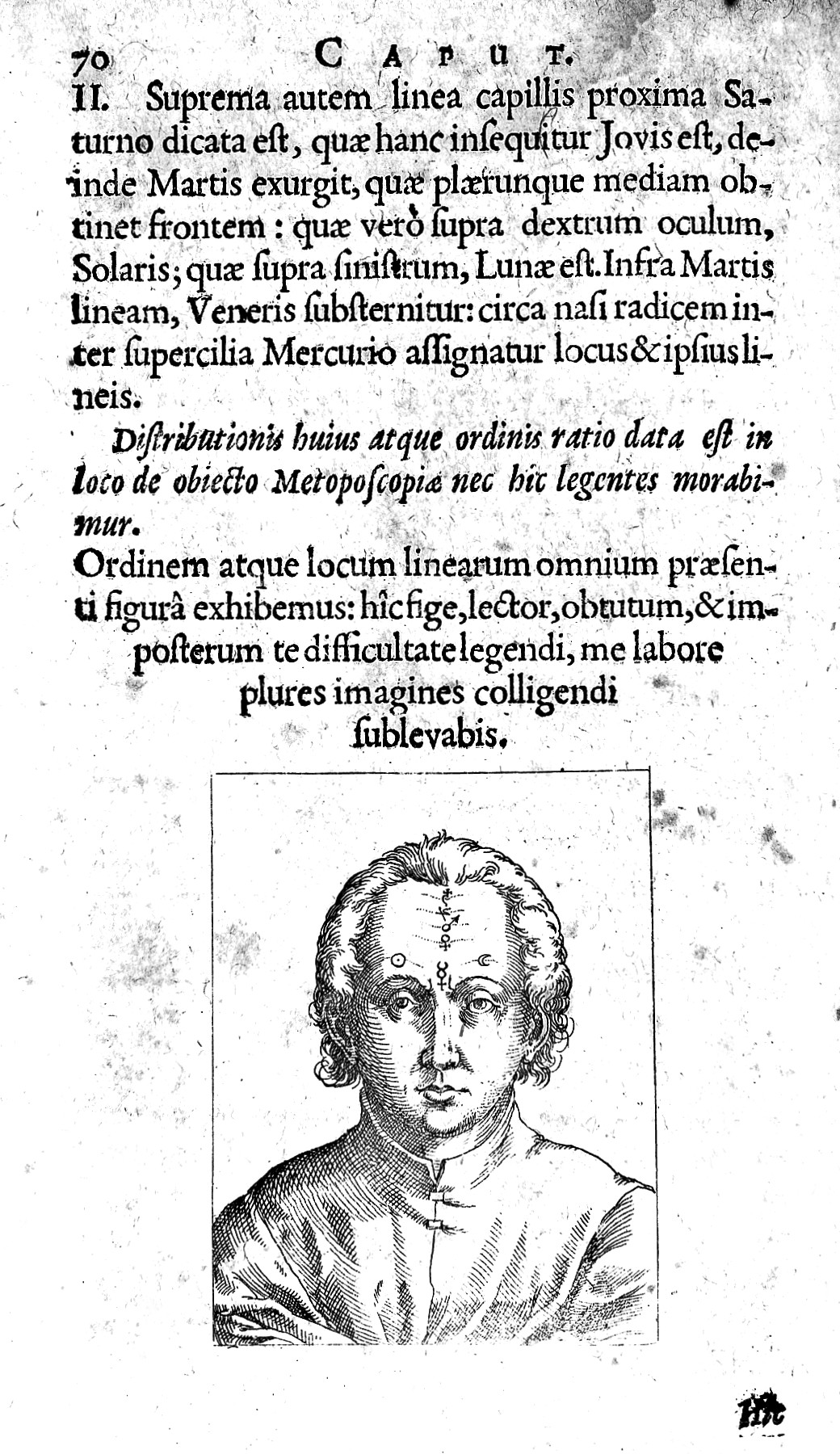
Diagram z Metoposkopii, Samuel Fuchs, 1615

Metoposkopia – forma wróżbiarstwa, w której wróżbita na podstawie układu zmarszczek na czole i rysów twarzy badanej osoby przewiduje jej charakter i przeznaczenie. Była ona stosowana w starożytności, rozpowszechniona w średniowieczu, a szczyt popularności osiągnęła w XVI i XVII wieku.

## Historia
Pliniusz wspomina o metoposkopie opisanym przez Apiona Gramatyka, który potrafił ocenić wiek osoby i jak długo jeszcze będzie żyć. Według Swetoniusza inny praktyk uznał, że cesarzem zostanie Tytus, a nie Brytanik. Juwenalis był pogardliwy i uważał metoposkopię za coś plebejskiego.
Metoposkopia jest szeroko omawiana w Zoharze. Izaak Luria (1534–1572), syryjski rabin, również praktykował formę metoposkopii: poszukiwał hebrajskich liter na czole, a następnie poddawał je interpretacji.
Metoposkopię opracował w XVI wieku włoski uczony i filozof Gerolamo Cardano, uważany za jednego z najwybitniejszych matematyków renesansu. Jego dzieło Metoposcopia libris tredecim, et octingentis faciei humanae eiconibus complexa, ilustrowane rycinami przedstawiającymi 800 różnych czół, zostało napisane w 1558 i opublikowane pośmiertnie w 1658 roku. Tematem tym interesował się także Giovanni Antonio Magini. Ciro Spontoni opublikował na temat tej praktyki ilustrowany tekst. W XVI i XVII wieku opublikowano wiele książek o metoposkopii.

## Krytyka

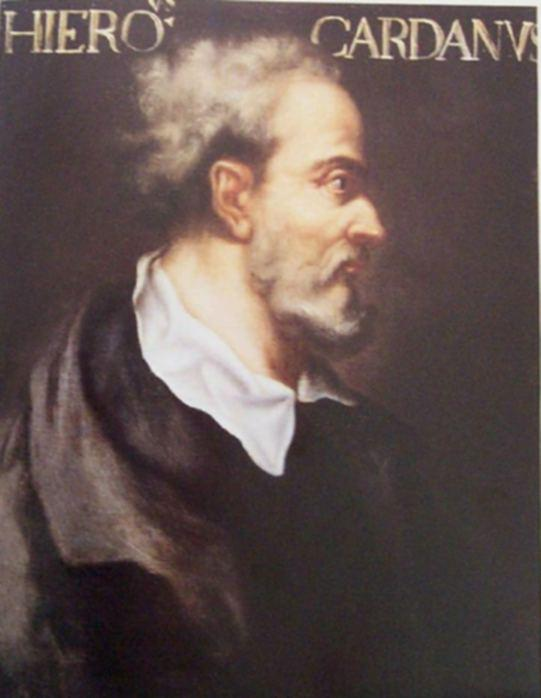
Portret Cardano wystawiony w Szkole Matematyki i Statystyki Uniwersytetu St Andrews

Jean Bodin potępił metoposkopię w De la démonomanie des sorciers (1580). Praktyka ta została zakazana przez papieża Sykstusa V w 1586 roku.